# Donald Alarie
Donald Alarie (Montréal, 4 luglio 1945) è uno scrittore canadese del Québec.

## Opere
- Animages animots : spicilège de l'animateur 1971
- La rétrospection, ou, Vingt-quatre heures dans la vie d'un passant P. Tisseyre, 1977
- Du silence 1979
- La visiteuse 1979
- Jérôme et les mots P. Tisseyre, 1980, ISBN 978-2-89051-041-8
- Graphignes 1980
- La Vie d'hôtel en automne Cercle Du Livre De France, 1983, ISBN 978-2-89051-080-7
- Un Homme paisible P. Tisseyre, 1986, ISBN 978-2-89051-317-4
- Petits formats Ecrits des Forges, 1987, ISBN 978-2-89046-123-9
- La Terre comme un dessin inachevé (Poesia) Écrits des Forges, 1990, ISBN 978-2-89046-181-9
- Au cru du vent Ecrits des forges, 1990, ISBN 978-2-89046-198-7
- Comme un lièvre pris au piège 1992
- Parfois même la beauté (Poesia) Écrits des Forges, 1993, ISBN 978-2-89046-304-2
- Les figurants (Racconti) Tisseyre, 1995, ISBN 978-2-89051-575-8
- Ainsi nous allons (Poesie) Écrits des Forges, 1997, ISBN 978-2-89046-443-8
- Avec notre fragilité ordinaire (Poesie) Écrits des Forges, 1999, ISBN 978-2-89046-531-2
- Tu crois que ça va durer?: roman, XYZ, 1999, ISBN 978-2-89261-254-7
- Cinéma urbain (Poesie) Écrits des Forges, 2002, ISBN 978-2-89046-721-7
- Au café ou ailleurs XYZ éditeur, 2004, ISBN 978-2-89261-410-7
- Au jour le jour XYZ, 2006, ISBN 978-2-89261-468-8
- Todo está perdido, todo se vuelve a encontrar/ Tout est perdu, tout est retrouvé, 2006
- David et les autres: roman, XYZ, 2008, ISBN 978-2-89261-530-2
- Thomas est de retour, 2010
- Comme on joue du piano, 2010
- J'admets que cela est éphémère, 2010
- J'attends ton appel, 2011
- En souvenir d'eux, 2012
- À domicile, 2014